# شین دونگ ووک
شین دونگ ووک (کره‌ای: 신동욱؛ زادهٔ ۱۴ سپتامبر ۱۹۸۲) بازیگر اهل کره جنوبی است. آثاری که در آنها ایفای نقش کرده‌است می‌توان به زندگی کن اشاره کرد.

## فیلم‌شناسی

### مجموعه تلویزیونی
| سال       | عنوان                                          | نقش                                  | توضیحات                       |
| --------- | ---------------------------------------------- | ------------------------------------ | ----------------------------- |
| ۲۰۰۴      | متاسفم، دوستت دارم                             | (حضور افتخاری، قسمت ۱)               |                               |
| ۲۰۰۴      | اگر می‌دانستی                                   |                                      |                               |
| ۲۰۰۴      | اوه احساس جوانی                                |                                      |                               |
| ۲۰۰۵      | هنگ کنگ اکسپرس                                 | جو یونگ‌یوک                           | حضور با نام شین هوا شیک       |
| ۲۰۰۵      | خداحافظ غم                                     |                                      |                               |
| ۲۰۰۶      | نیمه گمشده                                     | دونگ ووک                             |                               |
| ۲۰۰۶      | پله‌های ابری                                    | چوی جونگ سو                          |                               |
| ۲۰۰۷      | جنگ پول                                        | ها وو سونگ                           |                               |
| ۲۰۰۸      | روی آنتن                                       | بازیگر دراما (حضور افتخاری، قسمت ۱۴) |                               |
| ۲۰۰۸      | که‌ای‌تایی دکا زنی‌گاتا کایی (تلفن همراه کارآگاه) |                                      | بازیگر مهمان - فصل ۲، قسمت ۱۲ |
| ۲۰۰۸      | لاتاری تریو                                    |                                      | نقش اصلی                      |
| ۲۰۱۰      | ستاره‌های در حال سقوط از آسمان                  | وون جون ها                           |                               |
| ۲۰۱۷      | نگهبانان                                       | لی گوان وو                           |                               |
| ۲۰۱۸      | زندگی کن                                       | چوی میونگ هو                         |                               |
| ۲۰۱۸      | یانگوم داره نگاه می‌کنه                         | هان سان هه                           |                               |
| ۲۰۲۰      | دکتر رمانتیک ۲                                 | به مون جونگ                          |                               |
| ۲۰۲۰      | خانواده غریبه من                               | ایم گون جو                           |                               |
| ۲۰۲۱      | بازتابی از تو                                  | جونگ سون وو                          | [ ۱ ]                         |
| ۲۰۲۱–۲۰۲۲ | حالا داریم بهم می‌زنیم                          | یون سو وان                           | [ ۲ ]                         |
| ۲۰۲۲      | ووری باکره                                     | لی کانگ جه                           | [ ۳ ]                         |